# بیوکانان (آیووا)
بیوکانان (به انگلیسی: Buchanan) یک منطقهٔ مسکونی در ایالات متحده آمریکا است که در آیووا واقع شده‌است. بیوکانان ۲۳۱٫۹۶ متر بالاتر از سطح دریا واقع شده‌است.